# 玉髄

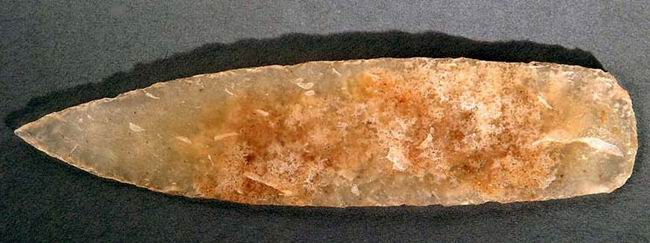
玉髄製のナイフ、AD 1000-1200

玉髄（ぎょくずい、英語: chalcedony、カルセドニー）とは、石英の非常に細かい結晶が網目状に集まり、緻密に固まった鉱物の変種。美しいものは宝石として扱われる。

## 語源
Chalcedony という語は、ラテン語の chalcedonius（別名：calchedonius）という語から来ている。この語は、大プリニウスの博物誌には、半透明の碧玉（ジャスパー）のくくりとして記される。さらに語源を遡ると、現在のイスタンブールにあるカドゥキョイ地区にあった古代都市カルケドン（ラテン語: Chalcedon）に由来するものとされている。

## 産出地
- インド
- ドイツの都市イダー＝オーバーシュタイン - 15世紀から産地であったが、19世紀にアメリカなどから船を安定させるために積まれるバラストとして輸入された安価な玉髄を加工する世界最大の玉髄加工場となった[5]。

## 性質・特徴
含まれる不純物によっていろいろな色があり、それぞれ様々な名称で呼ばれている。
紅玉髄（）全体が赤色のもの。
緑玉髄（）緑色のもの。
瑪瑙（）石英や蛋白石との縞状模様のもの。
碧玉（）不純物をかなりの量含んでいて不透明なもの。
血石（けつせき、ブラッドストーン、血碧玉）碧玉のうち斑点状に赤色が混じっているもの。

## 用途・加工法
石器時代には石器の素材として珍重された。江戸時代には火打石としても用いられた。
現代でも、飾り石や簪、帯留、数珠などの装飾品、高級な食器などに加工されて利用されている。